# Riegelsberg
Riegelsberg település Németországban, azon belül Saar-vidék tartományban. Lakosainak száma 14 331 fő (2023. december 31.).

## Népesség
A település népességének változása:
| Lakosok száma | 13 666 | 14 515 | 14 501 | 14 268 | 14 360 | 14 331 |
|               | 1975   | 2017   | 2019   | 2021   | 2022   | 2023   |